# Miguel Ángel Morán Aquino
Miguel Ángel Morán Aquino (* 25. Mai 1955 in Esquípulas, El Salvador) ist ein salvadorianischer Geistlicher und römisch-katholischer Bischof von Santa Ana.

## Leben
Miguel Ángel Morán Aquino empfing am 5. Dezember 1981 das Sakrament der Priesterweihe für das Bistum Santa Ana.
Am 19. Juli 2000 ernannte ihn Papst Johannes Paul II. zum Bischof von San Miguel. Der Apostolische Nuntius in El Salvador, Erzbischof Giacinto Berloco, spendete ihm am 2. September desselben Jahres die Bischofsweihe; Mitkonsekratoren waren der Erzbischof von San Salvador, Fernando Sáenz Lacalle, und der Bischof von Sonsonate, José Adolfo Mojica Morales.
Am 8. Februar 2016 ernannte ihn Papst Franziskus zum Bischof von Santa Ana.